# Инкот
Инкот (чечен. Инкота) — покинутое[уточнить] село, аул в Чеберлоевском районе Чеченской республики.

## География
Расположено на правом берегу реки Шароаргун, к юго-востоку от районного центра Шаро-Аргун.
Ближайшие населённые пункты: на севере — бывшее село Монахой, на юге — село Кири, на северо-западе — бывшее село Циндой, на востоке — село Буни.

## История
Ранее село входило в состав Чеберлоевского района.

## Население
По данным 1914 года хутор Инкот состоял из 74 дворов, население 177 мужчин и 157 женщин, чеченцы — 100 % населения.